# Admiral Duncan

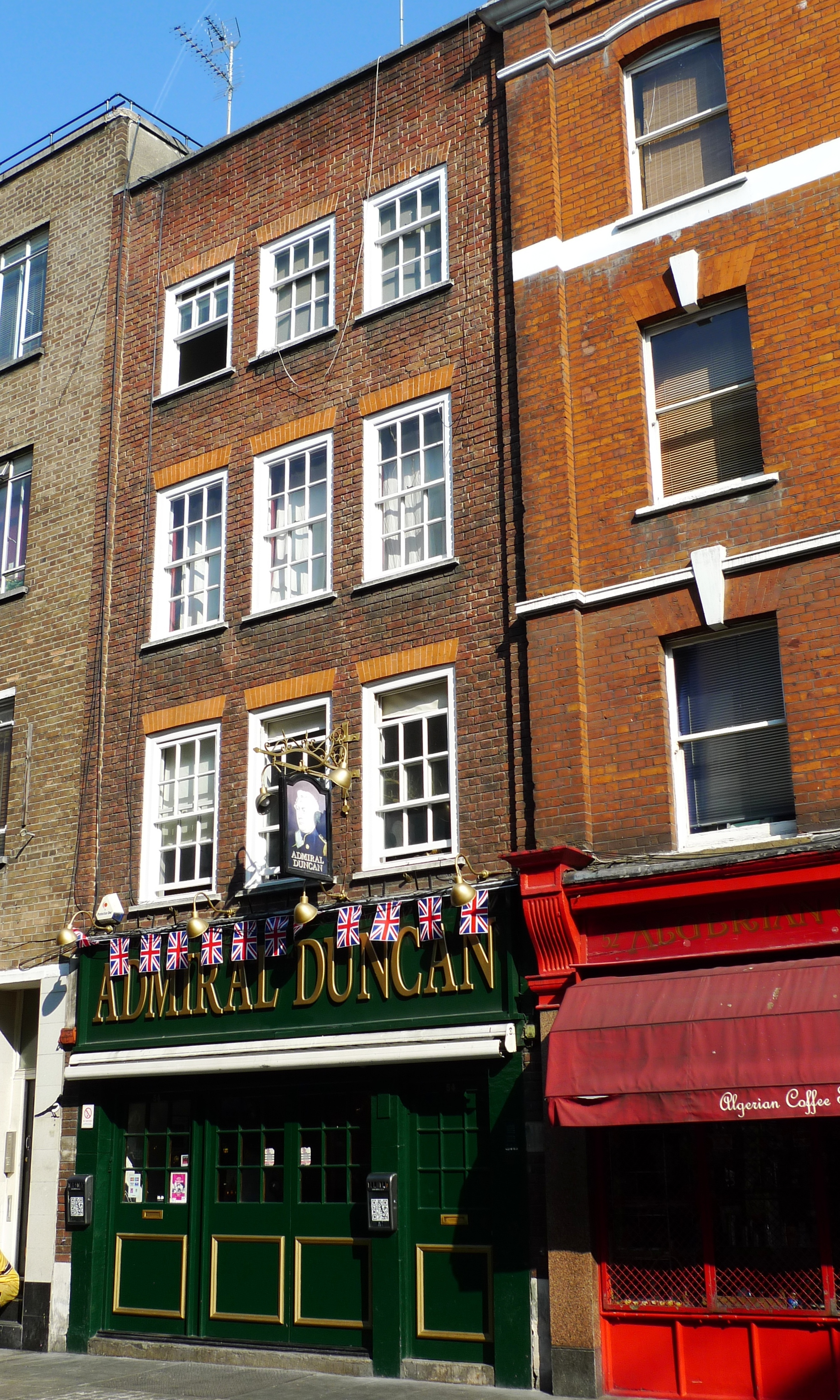
Fachada del Admiral Duncan

El Admiral Duncan es un pub en Old Compton Street, Soho, en el corazón del barrio gay de Londres. Su nombre procede del almirante Adam Duncan, I vizconde Duncan de Camperdown, que derrotó a la flota neerlandesa en la batalla de Camperdown en 1797. El local es conocido por haber sido objetivo de un ataque con bomba realizado por el neonazi David Copeland el 30 de abril de 1999, en el que murieron tres personas, entre ellos, una mujer embarazada de cuatro meses.

## Historia
Se tienen noticias del pub Admiral Duncan por lo menos desde 1832. En junio de ese año, Dennis Collins, un antiguo marinero irlandés de pata de palo, que vivía en el pub, fue acusado de alta traición por tirar piedras al rey Guillermo IV en el Hipódromo de Ascot. Collins fue detenido y sentenciado a ser «hanged, drawn and quartered», es decir, a ser ahorcado, arrastrado y eviscerado o descuartizado, un castigo medieval para la alta traición que todavía seguía en vigor. Su condena fue rápidamente conmutada a cadena perpetua y posteriormente fue exiliado a Australia. En diciembre de 1881 un cliente del pub fue condenado a ocho años de prisión por varias ofensas relacionadas con su expulsión de la taberna Admiral Duncan por el guarda William Gordon.
Durante algún tiempo fue propiedad de la fábrica de cerveza Scottish & Newcastle, hasta que en 2004 fue comprado por el Tattershall Castle Group, en la actualidad conocido como TCG.
El exterior del bar fue pintado en negro y rosa a finales de 2006. A finales de 2005, el ayuntamiento de Westminster decidió que el Admiral Duncan y todos los demás comercios LGBT que operaban en su jurisdicción, incluyendo aquellos en el Soho y el Covent Garden, debían retirar las banderas del arco iris, afirmando que se trataba de propaganda, lo que estaba prohibido por las leyes locales de planificación. Los comercios que querían ondear las banderas debían pedir permiso, pero aquellos que solicitaron el permiso vieron rechazada su petición por razones espurias. Tras acusaciones de homofobia al ayuntamiento en los medios de comunicación, la campaña I Love Soho y una fuerte presión del alcalde de Londres, Ken Livingstone, el ayuntamiento retiró la directiva y las banderas del arco iris volvieron a ondear en la zona.

## Atentado con bomba
En la tarde del 30 de abril de 1999, el Admiral Duncan fue objetivo de una explosión de una bomba que mató a tres personas e hirió a otras 70. La bomba era la tercera colocada por el neonazi David Copeland, que trataba de provocar tensiones con las minorías étnicas y los homosexuales a través de una serie de atentados.
Los atentados anteriores de Copeland, el 17 de abril en Brixton y el 24 de abril en Hanbury Street, habían puesto a los londinenses en guardia. Aunque los ataques habían sido descritos como racistas, la policía había advertido que un bar gay podía ser el siguiente objetivo del terrorista y The Yard, otro pub en el área, había colocado carteles advirtiendo a sus clientes que se mantuviesen alerta. El martes 29 de abril fue publicada una imagen del sospechoso proveniente de las cámaras de vigilancia de Brixton. El hecho decidió a Copeland a precipitar su atentado en el Admiral Duncan a ese viernes por la tarde. Una bolsa abandonada que contenía la bomba fue descubierta por los clientes del Admiral Duncan; sin embargo, la bomba explotó a las 18:37, justo cuando el gerente del bar, Mark Taylor, iba a investigar. Tres personas fallecieron en el acto, Andrea Dykes, 27, embarazada de cuatro meses; su amiga, Nik Moore, 31; y John Light, 32, el padrino de la boda de Andrea y su marido, que resultó herido de gravedad. En total, unas 70 personas resultaron heridas.
Copeland fue localizado por la policía la misma tarde del atentado. Un compañero de trabajo de Copeland lo reconoció de la foto publicada y avisó a la policía una hora y veinte minutos antes de la explosión de la bomba. Copeland fue detenido esa noche, después de que la policía obtuviese su dirección –una habitación alquilada en Cove (Hampshire). Admitió inmediatamente haber realizado los tres ataques.
Después de los ataques, una gran masa de personas se reunió de forma espontánea en la plaza Soho, llegando el número de participantes a contarse en los miles. Entre los discursos que se pudieron oír estaba el del asistente del inspector de la policía metropolitana de Londres, que se había desplazado a la escena del crimen en una furgoneta para recoger los testimonios de las víctimas y las pruebas encontradas; todo el personal de la furgoneta estaba formado por policías gais y lesbianas. Este fue un punto de inflexión en las a menudo tempestuosas relaciones entre la comunidad LGBT y la policía metropolitana de Londres.
Copeland fue condenado por tres asesinatos y tres delitos de colocación de bombas el 30 de junio de 2000, siendo la sentencia de seis cadenas perpetuas, una por cada uno de los delitos. Su sentencia mínima fue de 30 años, aunque el juez mencionó sus dudas de que alguna vez fuese seguro liberar de nuevo al condenado. Fue ingresado para su condena en el hospital de Broadmoor. El 2 de marzo de 2007, en una audiencia en el Tribunal Superior de Justicia, el juez Michael Burton aumentó la sentencia mínima de Copeland a 50 años, afirmando que era «necesario para la protección del público». La fecha de liberación más temprana para Copeland será en 2049, cuando tenga 73 años.
En el bar se ha colocado un candelabro conmemorativo con una placa que recuerda a los asesinados por el estallido y a los que resultaron heridos, algunos de seriedad; varias personas perdieron un ojo o extremidades.
El autor Jonathan Cash, que en aquel momento trabajaba para el Gay Times, estuvo entre los heridos. Más tarde usó la experiencia para escribir su obra de teatro The First Domino, sobre un terrorista ficticio que es entrevistado por un psiquiatra en una prisión de alta seguridad.
El gerente del bar, David Morley, que también fue herido en el atentado, fue asesinado en Londres el 30 de octubre de 2004.